# 4 h 44 Dernier jour sur Terre
Pour plus de détails, voir Fiche technique et Distribution.
4 h 44 Dernier jour sur Terre (4:44 Last Day on Earth) est un drame de science-fiction franco-américano-chilien écrit et réalisé par Abel Ferrara et sorti en 2011.

## Synopsis
Un homme, Cisco, et sa compagne, Skye, artiste peintre, passent leurs dernières heures ensemble dans un loft à Manhattan avant la fin du monde, prévue le lendemain à 4 h 44. À mesure que les heures avancent dans la nuit, ils ressentent le besoin de se rapprocher l'un de l'autre, et de communiquer avec leur famille, via Skype, alors que l'angoisse de la fin du monde imminente se fait de plus en plus oppressante.

## Fiche technique
- Titre original : 4:44 Last Day on Earth
- Titre français : 4 h 44 Dernier jour sur Terre
- Titre québécois :
- Réalisation : Abel Ferrara
- Scénario : Abel Ferrara
- Direction artistique : Frank DeCurtis
- Décors : Frank DeCurtis
- Photographie : Ken Kelsch (en)
- Direction artistique : Frank DeCurtis
- Montage : Anthony Redman
- Production : Brahim Chioua, Peter Danner, Juan de Dios Larraín, Pablo Larraín et Vincent Maraval
- Société(s) de production : Fabula, Funny Balloons, Wild Bunch : sociétés de production
- Société(s) de distribution : Wild Bunch : Société de distribution
- Pays d'origine :  France,  États-Unis,  Chili
- Langue originale : anglais
- Format : couleur - 35 mm - 2,35:1 - son Dolby numérique
- Genre : drame, science-fiction
- Dates de sortie :
  - Première projection mondiale : 7 septembre 2011 à la Mostra de Venise
  - États-Unis : 23 mars 2012
  - France : 19 décembre 2012

## Distribution
- Willem Dafoe (VF : Éric Bonicatto) : Cisco
- Shanyn Leigh (VF : Sophie O) : Skye, sa compagne
- Paul Hipp (VF : Michaël Cermeno) : Noah
- Natasha Lyonne : Tina
- Dierdra McDowell : l'ex de Cisco
- Triana Jackson : JJ
- Trung Nguyen : Li
- Anita Pallenberg : Diana
- Jose Solano : Javi
- Judith Salazar : Carmen
- Trung Nguyen : le livreur
- Jimmy Valentino : le chanteur de karaoké
- Paz de la Huerta : la fille dans la rue
- Pat Kiernan : le présentateur

Source et légende : Version française (VF) selon le carton du doublage français sur le DVD zone 2.

## Accueil

### Réception critique
4 h 44 Dernier jour sur Terre reçoit en majorité des critiques mitigées. L'agrégateur Rotten Tomatoes rapporte que 52 % des 23 critiques ont donné un avis positif sur le film, avec une moyenne passable de 5,6/10 . L'agrégateur Metacritic donne une note de 54 sur 100 indiquant des « critiques mitigées » .
La presse française donne pour sa part de bonnes critiques (notamment les Inrocks, Le Monde).